# Charlie è tardi
Charlie è tardi (Nate is Late) è una serie televisiva animata francese, australiana e tedesca creata da Sylvain Huchet e Peter Saisselin e prodotta da WatchNext Media , Nate Is Late Productions, Three's A Company e Kids First.

## Trama
Ogni mattina Charlie e Malika, due migliori amici di 10 anni, arrivano in ritardo a scuola intraprendendo varie avventure. A scuola i due amici si ritrovano alle prese con la preside, Prudence, la quale chiede alla coppia il motivo del loro ritardo, non credendo, però, alle loro risposte.

## Personaggi

### Principali
- Charlie: è un ragazzo di 10 anni amante dell'avventura. Ha la pelle bianca e i capelli marroni. Indossa una maglietta gialla, jeans, orologio, scarpe da ginnastica gialle e uno zaino verde. Voce italiana di Stefano Broccoletti.
- Malika: è la migliore amica di Charlie e ha 10 anni. Ha la pelle marrone e capelli neri, raccolti in una coda di cavallo, e indossa una camicia bianca a maniche corte, maglione arancione, gonna blu, scarpe da ginnastica rosse e bianche e uno zaino blu. Voce italiana di Francesca Rinaldi.
- Preside Prudence: è la preside della scuola di Charlie e Malika che chiede ai due ragazzi la ragione per la quale sono sempre in ritardo. Ha la pelle nera e indossa un vestito e un soprabito rosso, occhiali da lettura e tacchi rossi. Voce italiana di Gilberta Crispino.

## Episodi
| Stagione         | Prima TV Originale | Prima TV Italia |
| ---------------- | ------------------ | --------------- |
| Prima stagione   | 2018               | 2018-2019       |
| Seconda stagione | 2022               | Inedita         |

## Trasmissione
| Stato       | Rete            | Titolo                             |
| ----------- | --------------- | ---------------------------------- |
| Germania    | Super RTL       | Voll zu spät!                      |
| Francia     | France 4        | Oscar & Malika, toujours en retard |
| Australia   | Nine Network    | Nate Is Late                       |
| Stati Uniti | Nickelodeon     | Nate Is Late                       |
| Spagna      | Clan TV         | Nate Is Late                       |
| India       | Cartoon Network | Nate Is Late                       |
| Regno Unito | Pop, Pop Max    | Nate Is Late                       |
| Belgio      | Ketnet          | Lars is te laat                    |
| Italia      | Pop             | Charlie è tardi                    |
| Portogallo  | RTP2            | Sempre Atrasados                   |
| Svezia      | SVT Barn        | På riktigt!?                       |